# 安特罗·基韦莱
安特罗·基韦莱（芬蘭語：Antero Kivelä，1955年12月26日—），芬兰男子冰球运动员，场上位置是守门员。他曾代表芬兰国家队参加1980年冬季奥林匹克运动会冰球比赛，获得第四名。